# Olivier Occéan
Olivier Occéan (* 23. října 1981, Brossard, Québec, Kanada) je kanadský fotbalový útočník a reprezentant, který od léta 2015 hostuje v norském klubu Odds BK z německého klubu Eintracht Frankfurt. Na klubové úrovni hrál ve Spojených státech amerických, Norsku a Německu.
V sezóně 2010/11 se stal se 17 vstřelenými góly v dresu SpVgg Greuther Fürth nejlepším kanonýrem 2. německé fotbalové Bundesligy (společně s Alexandrem Meierem z Eintrachtu Frankfurt a Nickem Proschwitzem z SC Paderborn).

## Reprezentační kariéra
V A-mužstvu Kanady debutoval v roce 2004.